# 蕃瓜弄

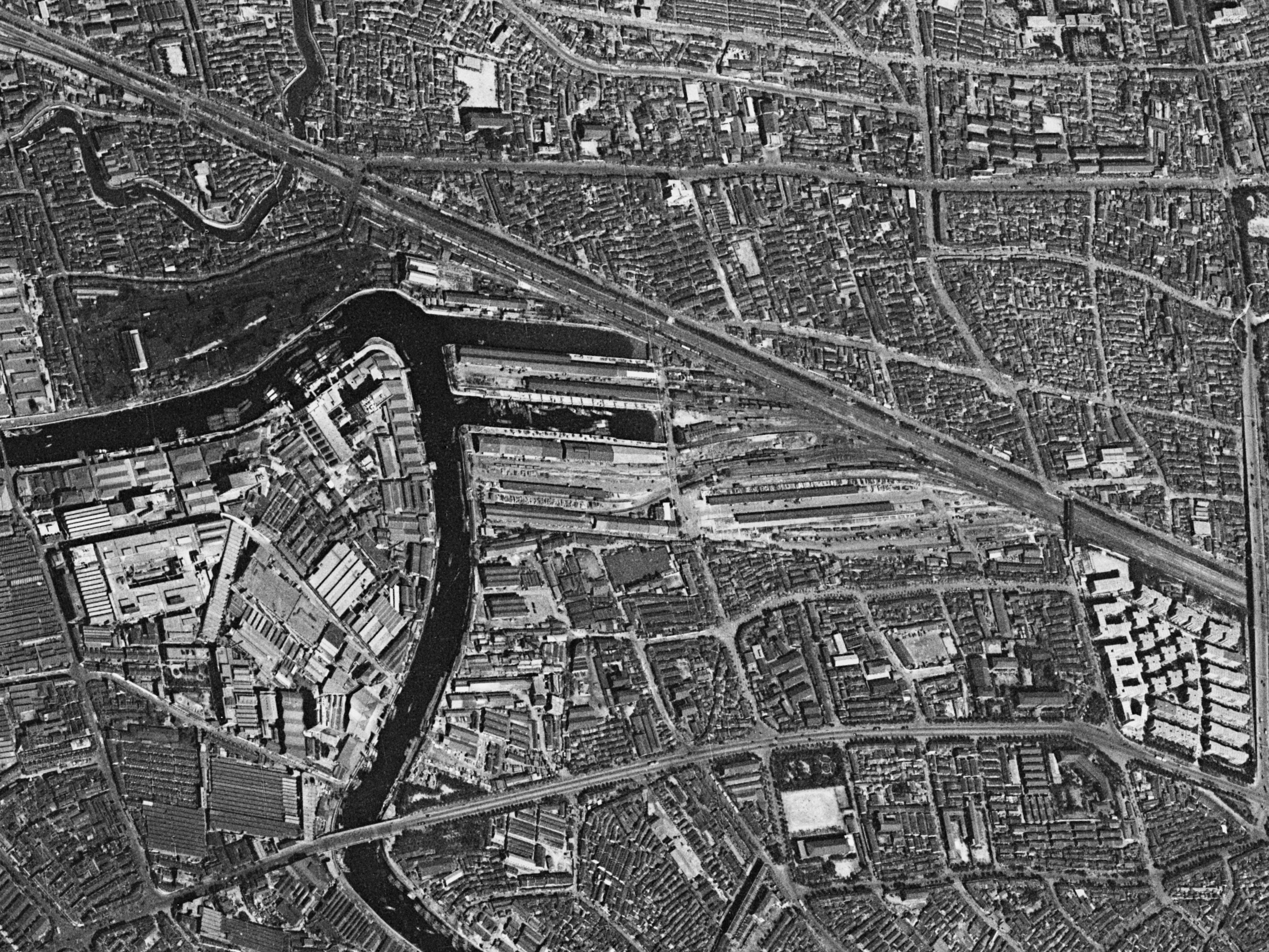
两湾一宅、上海东货场和蕃瓜弄卫星图（1966年）

蕃瓜弄又名蕃瓜弄小區、蕃瓜弄社区，是位於中華人民共和國上海市靜安區天目西路街道吴淞江北岸上海火車站東南側的一個住宅區，西、南、東面分別被大統路、天目中路和共和新路包圍。蕃瓜弄名稱來自於以前居民在此地种植的植物蕃瓜。

## 歷史
明朝中叶，吴淞江淤塞並形成一片低窪地帶，蕃瓜弄正位於此。清朝中叶，有來自江淮和黄泛区灾民来到蕃瓜弄定居。19世纪末形成自然村姚家宅桥。20世纪20年代，此地有致富里等12条里弄和海昌公所、通和布厂。1937年淞滬會戰爆發，蕃瓜弄被日军炸成废墟，建筑物全部被毁。截至1949年，蕃瓜弄共有各类棚屋近4000间，居民1.6万余人，是當時上海人口密度最大的棚户区之一。1950年，上海市第二届人民代表大会第一次会议通过“改善工人贫民住宅区环境卫生”的决议，當局對蕃瓜弄進行改造。1952年起，棚戶逐步拆除，取而代之的是平房。
1961年，上海當局决定改建蕃瓜弄为工人新村，這是上海第一个棚户区改造項目。1965年，在蕃瓜弄建成多层住宅楼，蕃瓜弄成為上海第一个擁有五层楼房的新村。此次改造，共拆除棚屋1679户，新建楼房57幢，並建立新村配套設施小学、托儿所各1所。2016年11月21日，由於北橫通道的建設，蕃瓜弄首批被征收房屋的居民開始搬離。
2022年，蕃瓜弄旧住房改造项目启动。2023年5月15日，蕃瓜弄旧住房改建（拆除重建）项目进入正式签约期。2023年7月16日，蕃瓜弄居民集体搬迁，三年半后再回到蕃瓜弄。
2023年11月12日，蕃瓜弄小区旧住房“拆落地”改建项目开工。蕃瓜弄小区旧住房改建项目占地面积近2.6万平方米，总建筑面积超过12万平方米，项目总投资近13.6亿元。12月15日上午，蕃瓜弄小区旧住房改造工程首根桩基开钻。
2024年8月8日，蕃瓜弄開建保障性租赁住房项目。